# Hans Hantelmann
Hans (auch: Hanß) Hantelmann (* 1655 in Celle; † vor dem 15. April 1735 vermutlich in Lübeck) war ein deutscher Orgelbauer.

## Leben
Über die Jugend und den frühen Werdegang von Hans Hantelmann ist bisher wenig bekannt. 1682 begann er bei Arp Schnitger in Hamburg zu arbeiten und wurde dort bald einer der wichtigsten Mitarbeiter, indem er es bis zum Werkführer brachte. In dieser Funktion betreute er vor allem die Neubauten Schnitgers im Magdeburger Raum. Anlässlich des Neubaus der Schnitger-Orgel im Lübecker Dom machte er sich selbständig und gründete in Lübeck eine eigene Werkstatt, die in gewisser Weise als „Schnitger-Filiale“ gelten konnte. 1697 erhielt er die Bürgerrechte von Lübeck. Der noch mit Schnitger vertraglich vereinbarte Orgelbau im Lübecker Dom wurde dann weitgehend von Hantelmann selbst in den Jahren 1696 bis 1699 ausgeführt.
Im gleichen Jahr führte er erstmals unter eigenem Namen eine Arbeit aus, nämlich die Reparatur der Pfarrkirchen-Orgel in Güstrow. Weitere Arbeiten in der Folgezeit waren zunächst Reparaturarbeiten, wie 1701 die Totentanzorgel der St. Marienkirche Lübeck, 1702 die Orgel der Stadtkirche in Ratzeburg und 1703 die Orgel im Ratzeburger Dom.
1707 erlangte er das begehrte Orgelbauprivileg für Mecklenburg und verlagerte daraufhin seinen Arbeitsschwerpunkt dorthin. Zu seinen Mitarbeitern zählten in der nachfolgenden Zeit sein Geselle Johann Christian Nießen aus Dömitz und der Tischler Martin Falcke aus Regensburg. Für die Orgelneubauten in Mecklenburg richtete sich Hantelmann meist eine befristete mobile Werkstatt vor Ort ein. Sein letzter Orgelneubau in Schlutup wurde von seinem wichtigsten Schüler Christoph Erdmann Vogel vollendet. Letzterer übernahm den Stil seines Lehrmeisters unverändert, wie am Neubau des Rückpositivs in St. Nikolai zu Wismar (1737), das heute in umgebauter Form in der Dorfkirche Zurow steht, erkennbar ist. Nach seinem Tod wurde Hantelmann am 15. April 1735 in Lübeck auf dem Domkirchhof beigesetzt.

## Bedeutung
Hans Hantelmann wird heute zu den wichtigsten Schülern von Arp Schnitger gezählt. Er hat die wesentlichen Stilmerkmale seines Lehrmeisters übernommen. Dazu gehört vor allem der typische äußere fünfteilige Prospektaufbau mit polygonalem Mittelturm und spitzen Seitentürmen. Hantelmann stellte drei Typen von Neubauten her:
- einmanualige Orgeln mit hinterständigem Pedal
- Zweimanualige Orgeln mit Hauptwerk, Brustwerk und Pedaltürmen in verbundener Form
- Zweimanualige Orgeln mit Hauptwerk und Rückpositiv

Für alle drei Typen gibt es Vorbilder bei Schnitger.
Im Dispositionsaufbau hält sich Hantelmann ebenfalls eng an die norddeutschen Bauprinzipien Schnitgers. In der Materialwahl war er allerdings nachlässiger. So verwendete er für die Gehäuse von Neubauten überwiegend Weichholz und das Metall seiner Pfeifen ist dünnwandiger und oft auch bleihaltiger als bei Schnitger, was ihm später oft zum Vorwurf gemacht wurde. Der Klang von Hantelmanns Orgeln ist, soweit an den wenigen erhaltenen Instrumenten nachprüfbar, charakteristisch für die Nachfolge der Schnitger-Schule. Für die Orgellandschaft Mecklenburgs sind die Werke Hantelmanns ein Meilenstein für das in jener Zeit vor allem auf dem Land noch orgelarme Gebiet.

## Werkliste
| Jahr      | Ort                 | Kirche                    | Bild | Manuale | Register | Bemerkungen |
| --------- | ------------------- | ------------------------- | ---- | ------- | -------- | --- |
| 1696–1699 | Lübeck              | Lübecker Dom              |      | III/P   | 45       | Weitgehend selbstständige Ausführung als Geselle von Schnitger; 1892–1893 durch Neubau von Eberhard Friedrich Walcker ersetzt; der erhaltene Prospekt von Schnitger wurde 1942 zerstört. |
| 1701      | Lübeck              | Marienkirche              |      |         |          | Reparatur der Totentanz-Orgel; nicht erhalten |
| 1701–1702 | Sandesneben         | Marienkirche              |      | II/P    | 15       | Aufstellung der Schnitgerorgel; 1876 durch Neubau der Orgelbauwerkstatt Philipp Furtwängler & Söhne ersetzt                                                                              |
| 1706–1707 | Wismar              | Nikolaikirche             |      |         |          | Reparatur; nicht erhalten |
| 1708      | Schwerin            | Schweriner Dom            |      |         |          | Neubauvorschlag, nicht ausgeführt |
| 1713      | Lübeck              | Burgkirche                |      | II/P    | 28       | Neubau; wurde 1816 nach Rehna umgesetzt, dort 1856 durch Friese-Orgel ersetzt; nicht erhalten                                                                                            |
| 1714      | Lübeck              | St. Ägidien               |      |         |          | Reparatur, davon sind heute noch die Prospektpfeifen erhalten |
| 1715      | Wittenburg          | St. Bartholomäus          |      |         |          | Reparatur; nicht erhalten |
| 1717      | Breitenfelde        | Kirche Breitenfelde       |      |         |          | Neubau; nicht erhalten |
| 1722      | Cammin              | St. Laurentius            |      | I/P     | 14       | Neubau; mehrfach umgebaut; erhalten (2003 restauriert), heute I/P/14 → Orgel |
| 1723      | Groß Eichsen        | Johanniter-Kirche         |      | II/p    | 14       | Neubau, Gehäuse mit Prospektpfeifen erhalten (1991 Rückpositiv und 2002 Hauptwerk mit originaler mitteltöniger Stimmung durch Orgelwerkstatt Wegscheider rekonstruiert)                  |
| 1723      | Mühlen Eichsen      | Dorfkirche Mühlen Eichsen |      | II/p    | 12       | Umsetzung der alten Orgel aus Groß Eichsen und Hinzufügung eines Rückpositivs (Gehäuse mit Prospektpfeifen erhalten)                                                                     |
| 1725      | Lübeck              | Petrikirche               |      |         |          | Reparatur; nicht erhalten |
| 1725      | Bardewisch          | Heilig-Kreuz-Kirche       |      | II/P    | 15       | Neubau; nicht erhalten |
| 1728      | Strelitz            | Stadtkirche               |      | II/P    | 23?      | Neubau; 1905 durch neues Werk von Barnim Grüneberg hinter dem alten Prospekt ersetzt; dieser wurde 1945 mit der Kirche zerstört                                                          |
| 1728      | Proseken bei Wismar | Dorfkirche                |      | II/P    | 20       | Neubau; nicht erhalten |
| 1732      | Kalkhorst           | Dorfkirche Kalkhorst      |      | II/P    | 18?      | Neubau, Gehäuse erhalten |
| 1735      | Schlutup            | St. Andreaskirche         |      | I/P     | 9        | Neubau unter Verwendung von 3 Registern aus der Vorgängerorgel, von Christoph Erdmann Vogel vollendet; 1871 durch Neubau der Orgelbauwerkstatt Philipp Furtwängler & Söhne ersetzt       |